# Kalvsund
För fartyget, se HMS Kalvsund (11).
Kalvsund är en ö och tätort i Öckerö kommun, belägen mellan Öckerö och Björkö. 
Ett äldre namn på ön är Kalven. Den ligger mellan två sund, Stora Kalvsund i väster och Lilla Kalvsund i öster.

## Historik
Erikskrönikan berättar om en stor sjödrabbning, som utkämpades år 1309 i Kalvsund mellan Håkan Magnusson av Norge och hertig Erik, son till Magnus Ladulås av Sverige. Hertig Erik hade 1308 anfallit Norge och lagt under sig landet ända till Oslo, men tvingades tillbaka. Kung Håkan utrustade på våren 1309 en flotta och tänkte segla mot Danmark, men en storm tvingade flottan att gå in till Kalvsund. Så snart hertig Erik fått besked om detta, bemannade han i all hast de fartyg han kunde komma över och attackerade fienden. Överfallet lyckades väl, och sju av fiendens fartyg erövrades.
År 1662 gjordes en jordrannsakan i Öckerö socken, fyra år efter det Bohuslän blivit svenskt. Där kan man läsa om Kalven "Anders på Kalffwen ähr een Strandhsittare och på en särdeles öö belägen och hafwer hwarken Åke eller Eng, uthan nogot mulebete på öön, och hafwer 2 huusmän breedhe weedh sig, och näärer sig allenast medh Fiskerij dy synes denne Stransittare gifwa allenast åhrligen i Taaga 4 öra Sylff:r mynt och Svara sin Jordebooks Renta." 
Den 6 maj 1731 gjordes det en karta över Kalven, där det endast finns ett hus utmärkt. Enligt kartan beboddes ön av "tvenne lotsar och en Enka vars hus är dels behållna dels undersatta. De kan fiska i Saltsjön med krok. Det finness tvenne kåltäppor av sand, några myrar mellan bergsklipporna och små gräsfläckar uti bergspallarna och där inte kan bärgas något hö utan allenast något till bete, vid torkår blir det intet bete." År 1747 fanns det 325 invånare i Öckerö socken, och på Kalven bodde det färre än 15 personer. Det var endast ett gift par och 2 änkor med barn. År 1790 hade befolkningen mer än tredubblats, och nu fanns det 1 006 invånare i socknen. Här bodde då 18 gifta par och invånarantalet var mellan 60 och 70. Drängar och pigor oräknade. 
Ön har länge varit känd på grund av den "smugglarkung", Ernst Bremer, som bodde där. Spritsmugglingen pågick under ransoneringstiden på 1920- och 1930-talet. Ernst Bremer tjänade, genom ett danskt forskningsarbete om honom, som förlaga när manus skrevs till den svenska långfilmen Smugglarkungen.
Kalvsund var och är beläget i Öckerö socken och ingick efter kommunreformen 1862 i Öckerö landskommun. I denna inrättades för ön/orten 3 september 1915 Kalvsunds municipalsamhälle som sedan upplöstes 31 december 1959.

### Befolkningsutveckling
| Befolkningsutvecklingen i Kalvsund 1990–2020 | Befolkningsutvecklingen i Kalvsund 1990–2020 | Befolkningsutvecklingen i Kalvsund 1990–2020 | Befolkningsutvecklingen i Kalvsund 1990–2020 | Befolkningsutvecklingen i Kalvsund 1990–2020 |
| -------------------------------------------- | -------------------------------------------- | -------------------------------------------- | -------------------------------------------- | -------------------------------------------- |
|                                              |                                              |                                              |                                              |                                              |
| År                                           |                                              |                                              | Folkmängd                                    | Areal (ha)                                   |
| 1990                                         | 1990                                         |                                              | 192                                          | 16#                                          |
| 1995                                         | 1995                                         |                                              | 215                                          | 18                                           |
| 2000                                         | 2000                                         |                                              | 225                                          | 18                                           |
| 2005                                         | 2005                                         |                                              | 228                                          | 18                                           |
| 2010                                         | 2010                                         |                                              | 221                                          | 18                                           |
| 2015                                         | 2015                                         |                                              | 208                                          | 25                                           |
| 2020                                         | 2020                                         |                                              | 245                                          | 25                                           |
| Anm.: Ny tätort 1995. # Som småort.          |                                              |                                              |                                              |                                              |

## Kommunikationer
Kalvsund är en bilfri ö. Det finns färjeförbindelse med den närmaste större ön Björkö samt med Öckerö och Grötö. Mellan Björkö och Lilla Varholmen i Göteborgs kommun går bilfärjor på Björköleden.

## Båken på Kalvsund

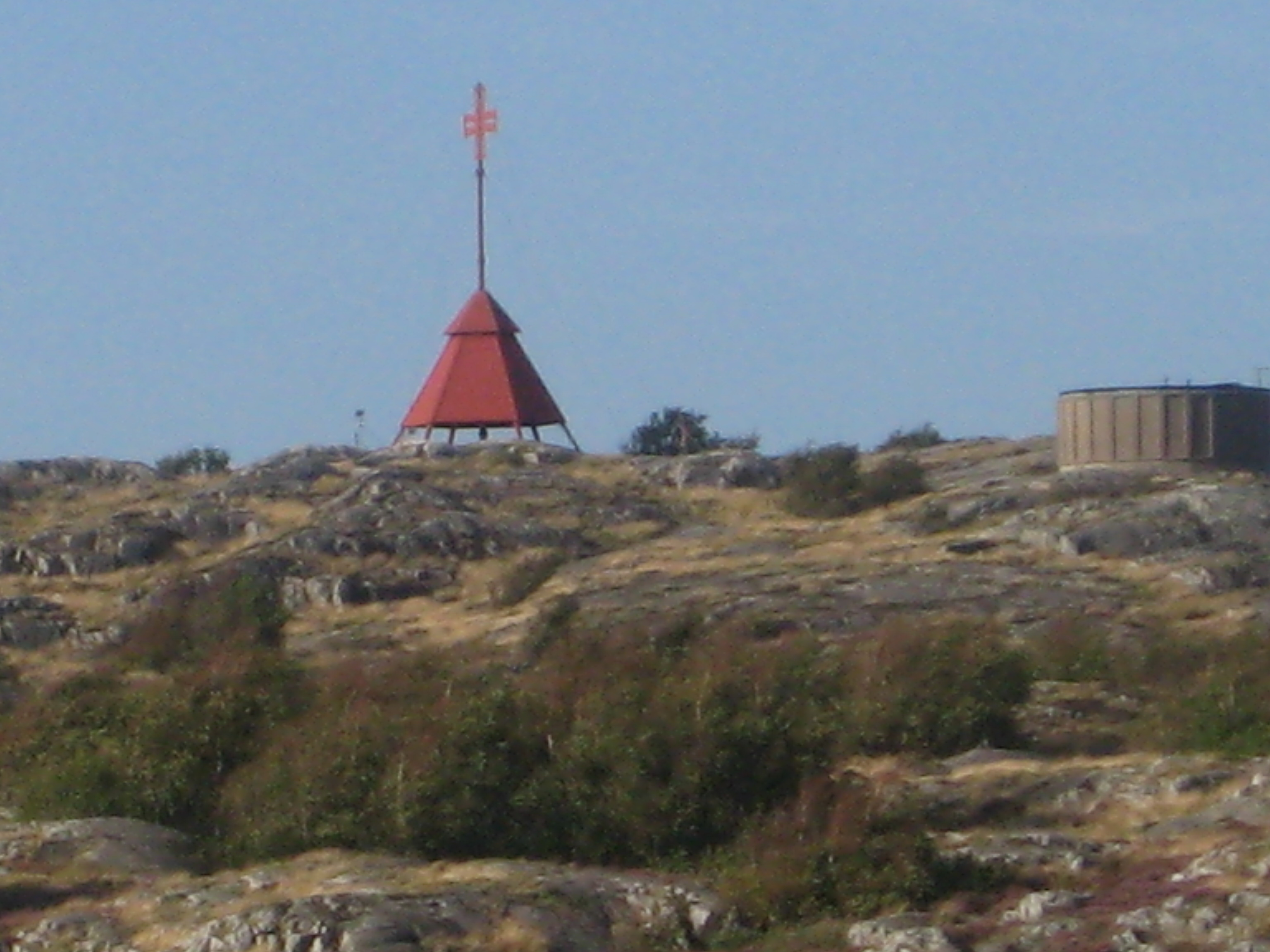
Sjömärket "Valen"

Ett karaktäristiskt byggnadsverk på Kalvsund är sjömärket Valen, som uppfördes 1884. Valen är en båk i trä som står på öns högsta topp. Båken på Kalvsund är formad som en pyramid av rödmålat trä med en spira på toppen krönt av ett kors. Valens järnkonstruktion gjordes av en man från Hälsö som hette Benjaminsson. År 1903 blåste träkonstruktionen ner, men återuppfördes, liksom då den skadades vid en storm 1969. Redan långt innan Valen byggdes fanns där ett stenkummel, troligen från 1684. Detta år höggs en kompass in i berget under tornet, troligen av Lars Gathenhielms bror Sven, även han kaparkapten.
År 2017 renoverades Valen med hjälp av Öckerö kommun och Jordbruksverket. Konstruktionen av den nya Valen är gjord så att det ska vara möjligt att senare komplettera med utkiksluckor och en utkiksplattform i form av ett trädäck, som i gamla tider. Stångmärket Valen är sedan 2006 ett av Västkustens två byggnadsminnesförklarade sjömärken.

## Såsen
Öns sommargäster byggde en societetssalong till samling och fest, som populärt kallas Såsen. Det uppfördes 1933 av Kalvsunds Badgästförening. 
1988 överläts huset till Kalvsunds Idrottsförening och Badgästföreningen upplöstes. I över 70 år har huset nyttjats flitigt av både bofasta, sommargäster och utomstående.
År 2000 stod huset klart efter en genomgripande om- och tillbyggnad, anpassad till dagens behov. Det finns utrymmen för konferenser, bröllop, fester, bordtennis, bastu, omklädningsrum mm.
2018 tillgänglighetsanpassades Såsen, bland annat ombyggnad av entré och altan för att göra lokalen tillgänglig för rullstolsburna. Byggnadsarbetena startade i mitten av november 2017 och avslutades under maj månad 2018. Över hundrafemtio personer deltog när Kalvsunds IF bjöd in till invigning av ”Nya Såsen” lördagen den 2 juni.
I anslutning till huset finns också fotbollsplan och badplats.